# Stian Aarstad
Stian Aarstad je norveški klavijaturist i glazbenik. Najpoznatiji je kao bivši klavijaturist norveškog black metal-sastava Dimmu Borgir. 
Kad je bio u Dimmu Borgiru, izazvao je kontroverzu jer je bio odjeven poput Jack Trbosjek. Bio je član sastava od 1993. no u 1996. je pozvan u vojsku. Godine 1997. je izbačen iz sastava zbog nepojavljivanja tijekom snimanja. Više nije metal glazbenik, već klasični.

## Diskografija
Dimmu Borgir
- Inn i evighetens mørke (1994.)
- For all tid (1995.)
- Stormblåst (1996.)
- Enthrone Darkness Triumphant (1997.)
- Godless Savage Garden (1998.)
- True Kings of Norway (2000.)

Enthral
- The Mirror's Opposite End (1998.)